# سواد اليتم
سواد اليتم (بالإنجليزية: Orphan Black)‏ هو مسلسل خيال علمي تلفزيوني كندي، من ابتكار كاتب السيناريو غرايم مانسون ومدير جون فاوست، بطولة الممثلة الكندية تاتيانا ماسلاني يحكي قصة عدد من الناس الذين هم مستنسخون متطابقون.
المسلسل يركز على سارة مانينغ، امرأة تنتحل هوية واحدة من زميلاتها المستنسخة، "إليزابيث تشايلدز"، بعد أن شهدت انتحار تشايلدز " ويثير المسلسل قضايا حول الآثار المعنوية والأخلاقية لاستنساخ البشر، وتأثيرها على قضايا الهوية الشخصية.
تم إنتاج السلسلة من قبل شركة «شارع المعبد» للإنتاج، وذلك بالتعاون مع بي بي سي أمريكا وقناة الفضاء وبيل لوسائل الاعلام، عرض لأول مرة يوم 30 مارس، 2013، على قناة الفضاء في كندا وأمريكا على بي بي سي في الولايات المتحدة وفي 16 يونيو عام 2016، تم تجديد المسلسل لموسم واحد وأخير، وعرض لأول مرة في 10 يونيو عام 2017، بدأت بثها في الموسم الثالث بشأن الفضاء واشترتها أمريكا بي بي سي للموسم الرابع.

## الطاقم والشخصيات

### الرئيسية
- تاتيانا ماسلاني: بدور سارة مانينغ، اليسون هندريكس، كوزيما نايهاوس، هيلينا، راشيل دونكان، بيث تشايلدز، وعدة مستنسخات من مشروع إليذا ولدن كلهن سنة 1984 لعدة نساء بواسطة التلقيح الصناعي.
- ديلان بروس: بدور بول ديردن، مرتزق عسكري سابق مراقب وصديق بيث تشايلدز الحميم (المواسم 1-4)
- جوردان جافاريس: بدور فيليكس «في» دوكينز، شقيق سارة بالتبني وبيت سرها، وهو يعرف نفسه كفنان معاصر، وهو أول شخص سارة أفضت له بوجود المستنسخين.
- كيفن هانشارد: بدور المحقق آرثر «آرت» بيل، شريك الشرطية بيث.
- مايكل ماندو: بدور فيكتور «فيك» شميدت، حبيب سارة المسيئ السابق، وتاجر المخدرات. (الموسم 1 دور رئيسي، الموسم 2 ظهور متكرر)
- ماريا دويل كينيدي: بدور شيفاون سادلر، أم سارة وفيليكس الأيرلندية الحاضنة. يسمونها «السيدة إس» وهي تعمل كوصي على ابنة سارة «كيرا» بينما سارة بعيدة.
- إيفلين بروتشو: بدور د. دلفين كورميير، مراقب كوزيما، وصديقتها الحميمة، وزميلتها العالمة. (ظهور متكرر المواسم 1، 4-5؛ دور رئيسي 2-3)
- آري ميلن: بدور مارك رولينز، وهو بروليثيان؛ وبدور إيرا، ابن سوزان دنكان، وعدد من الذكور الأخرى مستنسخي مشروع كاستور. (ظهور متكرر المواسم 2، دور رئيسي المواسم 3-5)
- كريستيان برون: بدور دوني هندريكس، زوج أليسون ومراقبها. (المواسم المتكررة 1-2 والمواسم الرئيسية 3-5)
- جوش فوكي: بدور سكوت سميث، زميل كوزيما في جامعة مينيسوتا، الذي ينضم لاحقاً لها ودلفين في معهد دياد. (المواسم المتكررة 1-3، المواسم الرئيسية 4-5)

## تواريخ العرض
| الموسم | الحلقات | الحلقات | الأصلي        | الأصلي        |
| الموسم | الحلقات | الحلقات | الأول         | الأخير        |
| ------ | ------- | ------- | ------------- | ------------- |
| 1      | 10      | 10      | 30 مارس 2013  | 1 يونيو 2013  |
| 2      | 10      | 10      | 19 أبريل 2014 | 21 يونيو 2014 |
| 3      | 10      | 10      | 18 أبريل 2015 | 20 يونيو 2015 |
| 4      | 10      | 10      | 14 أبريل 2016 | 16 يونيو 2016 |
| 5      | 10      | 10      | 10 يونيو 2017 | 12 أغسطس 2017 |

## روابط خارجية
- سواد اليتم على موقع IMDb (الإنجليزية)
- سواد اليتم على موقع ميتاكريتيك (الإنجليزية)
- سواد اليتم على موقع روتن توميتوز (الإنجليزية)
- سواد اليتم على موقع نتفليكس (الإنجليزية)
- سواد اليتم على موقع كينوبويسك (الروسية)
- سواد اليتم على موقع ألو سيني (الفرنسية)
- سواد اليتم على موقع قاعدة بيانات الفيلم (الإنجليزية)